# Стефан Грапели
Стефан Грапели (фр. Stéphane Grappelli; Париз, 26. јануар 1908 — Париз, 1. децембар 1997) је био француски џез виолинист.
Рођен је у Паризу од оца Италијана и мајке Францускиње. Његов отац, Ернесто Грапели, је рођен у Алатрију, Лацио, Италија. Са гитаристом Џангом Ренартом је 1934. године основао џез групу Quintette du Hot Club de France. Мајка му је умрла када је имао четири године, а онда отац је отишао у Први светски рат. Започео је своју музичку каријеру, као улични свирач виолине, на улицама Париза, у Монмартру. Осим виолине, свирао је и клавир, саксофон и хармонику. Свој клавир је звао „Моја друга љубав“, а касније је издао истоимени соло албум на клавиру. Умро је након операције киле. Сахрањен је на Пер Лашез гробљу у Паризу. Исте године када је умро, добио је награду Греми за животно дело.